# MicroProse
MicroProse Software, Inc. (também conhecida como MicroProse Simulation Sofware) é uma empresa americana de desenvolvimento de jogos eletrônicos, fundada em 1982 por Sid Meier e Bill Stealey. Foi distribuidora da maior parte dos jogos populares de Sid Meier, incluindo Civilization, Railroad Tycoon e a série de ficção científica X-COM.

## História
No começo dos anos 80, a MicroProse era conhecida principalmente por distribuir títulos de simuladores de vôo e militares para computadores domésticos de 8-bit, como Commodore 64, Apple II e a família Atari 8-bit. O cenário da indústria de computadores mudou e a empresa o acompanhou, suportando IBM PC e máquinas baseadas em 68000, como Amiga e Atari ST. Também a partir do meio da década de 80, a MicroProse começou a distribuir jogos de estratégia.
Em 1990 e 1991 foram lançados os sucessos Railroad Tycoon e Civilization, que se tornaram rapidamente dois dos jogos mais vendidos de todos os tempos. No entanto, a companhia entrou rapidamente em problemas financeiros devido a lançar um número muito grande de títulos num mercado já saturado. A empresa também fez um negócio mal sucedido na criação de um simulador aéreo para arcade.
A MicroProse lançou Formula One Grand Prix de Geoff Crammond para aclamação do público em 1991. As versões para Amiga e Atari ST foram lançadas primeiras e a versão para DOS, logo em seguinda, no começo de 1992. O jogo foi considerado o melhor simulador de Formula 1 na época.
No ano de 1992, a MicroProse comprou uma companhia inglesa, Vektor Grafix, desenvolvedora de simuladores de vôo. A Vektor Grafix, que já havia desenvolvido jogos para empresa, tornou-se um importante estúdio de desenvolvimento.
Em 1993, a companhia foi adquirida pela Spectrum Holobyte. As duas marcas continuaram até 1996, quando a empresa consolidou todos os seus jogos sob a marca da MicroProse. Sid Meier e Jeff Briggs saíram da companhia após a compra, fundando uma nova companhia chamada Firaxis Games.
No verão de 1993, o escritório da MicroProse na Grã-Bretanha fechou dois importantes escritórios no norte da Inglaterra. Demitiu mais de quarenta pessoas da equipe no escritório principal de Chipping Sodbury, cidade inglesa, apesar de fortes vendas dos títulos desenvolvidos na Inglaterra, como o B17. Títulos caros e de baixa qualidade como Harrier Jump Jet e naturalmente o dinheiro contribuído para a maquina de arcade F-15 Strike Eagle fizeram cortes arrebatadores seguindo inevitavelmente para compra da Spectrum Holobyte.
Um grupo de artistas desiludidos, designers e programadores saíram da MicroProse Grã-Bretanha para ingressar na Psygnosis, a qual abriu um escritório em Stroud, Inglaterra, especialmente para atrair ex-empregados da MicroProse. A MicroProse pós-fusão por sua vez foi adquirida pela Hasbro Interactive, uma divisão de vida curta da empresa de brinquedos americana Hasbro, em 1998.
Em 1999, a Hasbro Interactive fechou os primeiros estúdios da MicroProse na Califórnia e Carolina do Norte. Em 2001, após o distribuidor frânces de jogos Infogrames (agora Atari) comprar a Hasbro Interactive, a marca deixou de existir inteiramente, com os jogos restantes em seu catálogo sendo renomeados e relançados.
O último jogo novo lançado com o nome da MicroProse foi a versão da Grã-Bretanha do Grand Prix 4 de Geoff Crammond, no final de 2002. Nos anos 90, a MicroProse tinha um escritório em Chipping Sodbury, na Inglaterra, o qual licenciou muitos jogos de pequenos desenvolvedores na Grã-Bretanha, incluindo Grand Prix e Transport Tycoon. O nome da MicroProse foi preservado no Gran Prix 4 na Grã-Bretanha devido ao respeito que detinha entre os fans de jogos de simluadores de corrida. O jogo foi apenas distribuido pela Atari, tendo sido inteiramente desenvolvido pela companhia de Crammond.
A história da MicroProse finalmente chegou ao fim quando, em novembro de 2003, a Atari fechou seu estúdio de desenvolvimento em Hunt Valley, nos Estados Unidos, o qual tinha sido a localização original da MicroProse.
A MicroProse também tinha uma marca chamada MicroStyle na Grã-Bretanha. Essa marca lançou jogos como Rick Dangerous 2, Stunt Car Racer e Xenophobe. Nos Estados Unidos a respectiva marca foi chamada de MicroPlay.
Em 2020, 18 anos após o seu desaparecimento, a Microprose regressa graças a David Lagettie, um veterano dos videojogos e que é agora o CEO da companhia. Foram anunciados 3 jogos novos, e mais de 20 que se encontram previstos num futuro próximo. Estes jogos encontram-se todos em desenvolvimento por estúdios externos (alguns deles por antigos produtores da Microprose original). 
Os 3 jogos previstos são: Second Front, Sea Power e Task Force Admiral.

## Jogos famosos
- série Worms (jogo)
- NATO Commander (1984)
- Solo Flight (1985)
- Silent Service (1985)
- F-15 Strike Eagle (1985)
- Gunship (1986)
- Kennedy Approach (1986)
- Pirates (1987)
- F-19 Stealth Fighter (1987)
- Airborne Ranger (1988)
- Red Storm Rising (1988 - 1990, em várias plataformas)
- Sword of the Samurai (1989)
- M1 Tank Platoon (1989)
- F-15 Strike Eagle II (1989)
- Covert Action (1990)
- Knights of the Sky (1990)
- Lightspeed (1990)
- Railroad Tycoon (1990)
- Civilization (1991)
- Formula One Grand Prix também conhecido como World Circuit (1991)
- Hyperspeed (1991) Sequência de Lightspeed.
- Gunship 2000 (1991)
- Darklands (1992)
- Gunship 2000: Islands & Ice (1992)
- Rex Nebular and the Cosmic Gender Bender (1992)
- Task Force 1942: Surface Naval Action in the South Pacific (1992)
- B-17 Flying Fortress (1992)
- Fields of Glory (1993)
- SubWar 2050 (1993)
- Starlord (1993)
- Harrier (Jump Jet) (1993)
- F-15 Strike Eagle III (1993)
- Dogfight : 80 Years of Aerial Warfare (1993)
- BloodNet (1993)
- The Legacy: Realm of Terror (1993)
- Master Of Orion (1993)
- Master of Magic (1994)
- Colonization (1994)
- Pizza Tycoon (1994)
- X-COM: UFO Defense (1994) em alguns países o jogo era chamado de UFO: Enemy Unknown
- Fleet Defender (1994)
- Dragonsphere (1994)
- 1942:The Pacific Air War (1994)
- Across the Rhine (1995)
- X-COM: Terror from the Deep (1995) Também conhecido como as XCOM2
- Return of the Phantom (1995)
- Transport Tycoon (1995) seguido por Transport Tycoon Deluxe (1996)
- Grand Prix 2 (1996)
- Master of Orion II (1996)
- 7th Legion (1997)
- European Air War (1998)
- Falcon 4.0 (1998)
- Risk II (1999)
- MechWarrior 3 (1999)
- Star Trek: Birth of the Federation (1999)
- B-17 Flying Fortress The Mighty 8th (2000)
- Gunship! (2000)
- Grand Prix 3 (2000)
- Grand Prix 4 (2002)